# Campeonato Brasiliense de Futebol de 2023
O Campeonato Brasiliense de Futebol de 2023 foi a 65ª edição da divisão principal do futebol do Distrito Federal. A competição, organizada pela Federação de Futebol do Distrito Federal, disputada entre 22 de janeiro a abril por dez equipes do Distrito Federal, de Goiás e Minas Gerais. O campeonato concedeu duas vagas para a Copa do Brasil de 2024 e a Copa Verde de 2024, além de duas vagas para a Série D do Brasileiro de 2024. O Real Brasília foi campeão após vencer o Brasiliense nos pênaltis.

## Regulamento
A fase inicial do campeonato consiste em um formato de todos contra todos, em turno único, onde as quatro equipes de melhor desempenho avançam para as semifinais. Nas semifinais, as partidas são disputadas em sistema de ida e volta, com a vantagem de avançar em caso de resultados iguais para as equipes mais bem classificadas na fase anterior. A definição do campeão ocorre após dois jogos decisivos.

## Equipes participantes
| Equipe                          | Localidade  | Em 2022    | Estádio (mando em 2023)     | Capacidade | Títulos             |
| ------------------------------- | ----------- | ---------- | --------------------------- | ---------- | ------------------- |
| Brasília Futebol Clube          | Brasília    | 7º         | Serejão                     | 27 000     | 8 (último em 1987)  |
| Brasiliense Futebol Clube       | Taguatinga  | 1º         | Serejão                     | 27 000     | 11 (último em 2022) |
| Capital Clube de Futebol Ltda   | Paranoá     | 3º         | JK Paranoá                  | 4 000      | 0                   |
| Ceilândia Esporte Clube         | Ceilândia   | 2º         | Abadião                     | 4 000      | 2 (último em 2012)  |
| Sociedade Esportiva do Gama     | Gama        | 4º         | Defelê                      | 6 875      | 13 (último em 2020) |
| Paranoá Esporte Clube           | Paranoá     | 6º         | JK Paranoá                  | 4 000      | 0                   |
| Real Brasília Futebol Clube     | Brasília    | 2º Série B | Defelê                      | 6 875      | 0                   |
| Samambaia Futebol Clube         | Samambaia   | 1º Série B | Rorizão                     | 6 000      | 0                   |
| Sociedade Esportiva Santa Maria | Santa Maria | 5°         | Serra do Lago (Luziânia-GO) | 4 000      | 0                   |
| Taguatinga Esporte Clube        | Taguatinga  | 8º         | Serejão                     | 27 000     | 5 (último em 1993)  |

Outros Estádios
Arena BSB

## Primeira fase
| Pos | Equipe        | PG | Jogos | Jogos | Jogos | Jogos | Gols | Gols | Gols | %  | Classificação                |
| Pos | Equipe        | PG | #     | V     | E     | D     | GP   | GS   | SG   | %  | Classificação                |
| --- | ------------- | -- | ----- | ----- | ----- | ----- | ---- | ---- | ---- | -- | ---------------------------- |
| 1   | Real Brasília | 18 | 9     | 5     | 3     | 1     | 13   | 6    | +7   | 67 | Fase Final                   |
| 2   | Brasiliense   | 15 | 9     | 4     | 3     | 2     | 18   | 9    | +9   | 56 | Fase Final                   |
| 3   | Capital-DF    | 15 | 9     | 4     | 3     | 2     | 11   | 8    | +3   | 56 | Fase Final                   |
| 4   | Paranoá       | 15 | 9     | 4     | 3     | 2     | 14   | 15   | –1   | 56 | Fase Final                   |
| 5   | Gama          | 15 | 9     | 4     | 2     | 3     | 8    | 6    | +2   | 52 |                              |
| 6   | Ceilândia     | 15 | 9     | 4     | 2     | 3     | 12   | 11   | +1   | 52 |                              |
| 7   | Samambaia     | 12 | 9     | 4     | 1     | 4     | 16   | 16   | 0    | 48 |                              |
| 8   | Santa Maria   | 6  | 9     | 2     | 1     | 6     | 9    | 14   | –5   | 26 |                              |
| 9   | Taguatinga    | 6  | 9     | 2     | 1     | 6     | 12   | 19   | –7   | 26 | Rebaixados para Série B 2024 |
| 10  | Brasília      | 6  | 9     | 2     | 1     | 6     | 9    | 18   | –9   | 26 | Rebaixados para Série B 2024 |

### Jogos
| 28 de Janeiro | Santa Maria  | 1 - 2 | Paranoá                             | Serra do Lago, Luziânia (GO) |  |
| 10h30         | Anderson 64' |       | Paulo Rangel 24' · Lucas Victor 77' |                              |  |

| 29 de Janeiro | Capital-DF          | 1 - 2 | Samambaia                              | Estádio JK, Paranoá |  |
| 10h30         | Deivid Anacleto 44' |       | Geidson 50' (p) · Carlos Adalberto 82' |                     |  |

| 29 de Janeiro | Gama                                   | 2 - 0 | Taguatinga | Defelê, Brasília |  |
| 15h           | Michel Platini 20' · Paolo Roberto 42' |       |            |                  |  |

| 29 de Janeiro | Brasília                 | 2 - 1 | Real Brasília    | Serejão, Taguatinga |  |
| 15h           | Hiwry 60' · Weberthi 71' |       | Uederson 30' (p) |                     |  |

| 29 de Janeiro | Ceilândia | 0 - 3 | Brasiliense                                      | Abadião, Ceilândia |  |
| 15h45         |           |       | Aldo Rodrigues 28' · Hernane 63' · Kerlisson 79' |                    |  |

| 3 de Fevereiro | Real Brasília | 0 - 0 | Ceilândia | Defelê, Brasília |
| 15h            |               |       |           |                  |

| 3 de Fevereiro | Brasiliense    | 1 - 2 | Gama                          | Serejão, Taguatinga |  |
| 19h            | Yuri Souza 98' |       | Emerson 25' · Rafael Lima 87' |                     |  |

| 4 de Fevereiro | Paranoá                                | 2 - 1 | Brasília                    | Estádio JK, Paranoá |  |
| 15h            | Paulo Rangel 54' · Daniel Henrique 86' |       | Ricardo de Oliveira 44' (p) |                     |  |

| 5 de Fevereiro | Samambaia                         | 2 - 3 | Santa Maria                        | Serejão, Taguatinga |  |
| 10h00          | Wallace 16' · Matheus Barboza 75' |       | Watthimem 54', 72' · Wanderson 80' |                     |  |

| 5 de Fevereiro | Taguatinga | 0 - 1 | Capital-DF | Serejão, Taguatinga |  |
| 15h30          |            |       | Wisman 71' |                     |  |

| 8 de Fevereiro | Gama | 0 - 1 | Real Brasília | Defelê, Brasília |  |
| 15h            |      |       | Maxwell 71'   |                  |  |

| 8 de Fevereiro | Capital-DF | 0 - 0 | Brasiliense | Estádio JK |
| 15h30          |            |       |             |            |

| 8 de Fevereiro | Ceilândia                                              | 3 - 0 | Paranoá | Abadião, Ceilândia |  |
| 15h45          | Douglas Victor 13' · João Afonso 66' · Luiz Felipe 78' |       |         |                    |  |

| 8 de Fevereiro | Brasília | 0 - 1 | Santa Maria          | Serejão, Taguatinga |  |
| 20h            |          |       | Thiago Magno 89' (p) |                     |  |

| 9 de Fevereiro | Taguatinga                                            | 5 - 1 | Samambaia           | Serejão, Taguatinga |  |
| 15h30          | José Henrique 02' · Marlon Roberto 25', 49', 52', 83' |       | Matheus Barboza 61' |                     |  |

| 11 de Fevereiro | Real Brasília                          | 2 - 1 | Capital-DF          | Defelê, Brasília |  |
| 15h             | Itallo Anderson 48' · Gabriel Lima 57' |       | Manoel Crstiano 06' |                  |  |

| 11 de Fevereiro | Santa Maria | 0 - 1 | Ceilândia         | Serra do Lago, Luziânia (GO) |  |
| 15h             |             |       | Luís Fernando 22' |                              |  |

| 12 de Fevereiro | Samambaia                                                 | 3 - 0 | Brasília | Rorizão, Samambaia |  |
| 15h             | Matheus Barboza 34' · Luiz Giovanny 55' · João Victor 69' |       |          |                    |  |

| 12 de Fevereiro | Paranoá         | 1 - 1 | Gama              | Defelê, Brasília |  |
| 15h             | João Carlos 46' |       | Welton Heleno 41' |                  |  |

| 13 de Fevereiro | Brasiliense                               | 5 - 0 | Taguatinga | Serejão, Taguatinga |  |
| 20h             | Wallace 09', 17', 20' · Yuri 30' (p), 35' |       |            |                     |  |

| 15 de Fevereiro | Ceilândia                                                       | 3 - 3 | Brasília                                                 | Abadião, Ceilândia |  |
| 15h30           | Gabriel Guimarães 46' · Eduardo José 54' · Filipe Cirne 64' (p) |       | Ricardo de Oliveira 16' · Virgílio 29' · Raianderson 60' |                    |  |

| 15 de Fevereiro | Gama              | 1 - 0 | Santa Maria | Mané Garrincha, Brasília |  |
| 20h30           | Diogo Ribeiro 02' |       |             |                          |  |

| 16 de Fevereiro | Taguatinga         | 1 - 3 | Real Brasília                                                 | Serejão, Taguatinga |  |
| 15h30           | Gilson Rodrigo 69' |       | Guilherme Costa 02' (p) · Juan Azevedo 46' · Matheus Dias 55' |                     |  |

| 16 de Fevereiro | Brasiliense       | 2 - 2 | Samambaia                    | Serejão, Taguatinga |  |
| 20h30           | Yuri 18' (p), 62' |       | Matheus Barboza 31' (p), 67' |                     |  |

| 17 de Fevereiro | Capital-DF | 1 - 1 | Paranoá          | Estádio JK, Paranoá |  |
| 16h             | Fagner 13' |       | Lucas Victor 52' |                     |  |

| 25 de Fevereiro | Santa Maria            | 2 - 3 | Capital-DF                                  | Serra do Lago, Luziânia (GO) |  |
| 15h             | Américo Elias 02', 11' |       | Jordan Kaique 38' · Leonardo Mayco 79', 84' |                              |  |

| 26 de Fevereiro | Real Brasília | 1 - 1 | Brasiliense       | Defelê, Brasília |  |
| 15h             | Uederson 57'  |       | Álvaro Felipe 84' |                  |  |

| 26 de Fevereiro | Brasília | 0 - 2 | Gama                                 | Mané Garrincha, Brasília |  |
| 15h30           |          |       | Julio Cesar 28' · Lucas da Costa 94' |                          |  |

| 26 de Fevereiro | Samambaia                                  | 3 - 0 | Ceilândia | Rorizão, Samambaia |  |
| 15h45           | Matheus Barboza 02', 10' · Luiz Carlos 87' |       |           |                    |  |

| 27 de Fevereiro | Paranoá                    | 2 - 2 | Taguatinga                       | Estádio JK, Paranoá |  |
| 15h             | Artur 65' · Jayme Juan 85' |       | Leonardo Nicolau 37' · Artur 59' |                     |  |

| 4 de Março | Real Brasília                          | 2 - 0 | Samambaia | Defelê, Brasília |  |
| 15h        | Lucas de Souza 77' (p) · João Eric 94' |       |           |                  |  |

| 4 de Março | Taguatinga                                        | 3 - 1 | Santa Maria       | Serejão, Taguatinga |  |
| 15h30      | Marlon Roberto 58' (p), 70' · Matheus Nolasco 90' |       | Wanderson 92' (p) |                     |  |

| 5 de Março | Gama | 0 - 2 | Ceilândia                               | Serra do Lago, Luziânia (GO) |  |
| 15h30      |      |       | Luiz Felipe 16' · Gabriel Guimarães 57' |                              |  |

| 5 de Março | Capital-DF                                                    | 3 - 1 | Brasília         | Estádio JK, Paranoá |  |
| 15h30      | Manoel Cristiano 06' · Leonardo Mayco 52' · Roger Roberto 73' |       | Maycon Gomes 75' |                     |  |

| 5 de Março | Brasiliense | 1 - 2 | Paranoá                            | Serejão, Taguatinga |  |
| 16h        | Yuri 30'    |       | Lucas Victor 46' · João Carlos 93' |                     |  |

| 11 de Março | Paranoá             | 1 - 3 | Real Brasília                                           | Defelê, Brasília |  |
| 15h45       | Daniel Henrique 39' |       | Gabriel Lima 33' · Uederson 56' (p) · Igor da Silva 90' |                  |  |

| 11 de Março | Brasília        | 1 - 0 | Taguatinga | Rorizão, Samambaia |  |
| 15h         | Julio Cesar 72' |       |            |                    |  |

| 12 de Março | Gama | 0 - 1 | Samambaia        | Defelê, Brasília |  |
| 15h45       |      |       | Gustavo Lila 34' |                  |  |

| 12 de Março | Ceilândia | 0 - 1 | Capital-DF | Abadião, Ceilândia |  |
| 15h30       |           |       | Roger 33'  |                    |  |

| 11 de Março | Santa Maria       | 1 - 2 | Brasiliense              | Serra do Lago, Luziânia (GO) |  |
| 16h         | Watthimem 36' (p) |       | Moisés 02' · Wallace 50' |                              |  |

| 18 de Março | Brasiliense                          | 3 - 1 | Brasília             | Serejão, Taguatinga |  |
| 15h30       | Yuri 10' · Weverton 12' · Moisés 14' |       | Matheus Henrique 82' |                     |  |

| 18 de Março | Capital-DF | 0 - 0 | Gama | Estádio JK, Paranoá |
| 15h30       |            |       |      |                     |

| 18 de Março | Samambaia                  | 2 - 3 | Paranoá                                 | Rorizão, Samambaia |  |
| 15h30       | Luiz Giovanny 03', 48' (p) |       | João Carlos 37' · Lucas Victor 71', 78' |                    |  |

| 18 de Março | Ceilândia                                    | 3 - 1 | Taguatinga         | Abadião, Ceilândia |  |
| 15h30       | Gabriel Guimarães 58' · Luiz Felipe 82', 89' |       | Marlon Roberto 42' |                    |  |

| 18 de Março | Santa Maria | 0 - 0 | Real Brasília | Serra do Lago, Luziânia (GO) |
| 15h30       |             |       |               |                              |

## Fase final
Em itálico as equipes que possuem o mando de campo no jogo de ida; em negrito as equipes vencedoras.
|  | Semifinais    | Semifinais  | Semifinais | Semifinais |       |               | Final | Final | Final | Final |
|  |               |             |            |            |       |               |       |       |       |       |
|  | Real Brasília | 1           | 1          | 2          |       |               |       |       |       |       |
|  | Paranoá       | 1           | 1          | 2          |       |               |       |       |       |       |
|  | Paranoá       | 1           | 1          | 2          |       | Real Brasília | 2     | 1     | 3 (2) |       |
|  |               |             |            |            |       | Real Brasília | 2     | 1     | 3 (2) |       |
|  |               | Brasiliense | 3          | 0          | 3 (1) |               |       |       |       |       |
|  | Brasiliense   | Brasiliense | 3          | 0          | 3 (1) | 2             | 1     | 3     |       |       |
|  | Brasiliense   |             |            |            |       | 2             | 1     | 3     |       |       |
|  | Capital-DF    | 0           | 0          | 0          |       |               |       |       |       |       |

## Premiação
| Campeonato Brasiliense de 2023     |
| Distrito Federal (Brasil)          |
| ---------------------------------- |
| Real Brasília Campeão (1.º título) |

## Estatísticas

### Artilharia
Atualizado em 26 de março de 2023
| Gols | Jogador         | Equipe      |
| ---- | --------------- | ----------- |
| 7    | Matheus         | Samambaia   |
| 7    | Yuri Mamute     | Brasiliense |
| 7    | Marlon Maranhão | Taguatinga  |
| 5    | Lucas Victor    | Paranoá     |
| 4    | Felipe Clemente | Ceilândia   |
| 4    | Tarta           | Brasiliense |

### Público

#### Maiores públicos
Estes são os dez maiores públicos do campeonato:
| N.º | Público | Mandante    | Placar | Visitante     | Estádio        | Data            | Rodada    | Ref.   |
| --- | ------- | ----------- | ------ | ------------- | -------------- | --------------- | --------- | ------ |
| 1   | 3 082   | Capital-DF  | 0–2    | Brasiliense   | JK Paranoá     | 26 de março     | Semifinal | [ 6 ]  |
| 2   | 2 510   | Capital-DF  | 0–0    | Gama          | JK Paranoá     | 18 de março     | 9ª        | [ 7 ]  |
| 3   | 2 214   | Capital-DF  | 1–2    | Samambaia     | JK Paranoá     | 29 de janeiro   | 1ª        | [ 8 ]  |
| 4   | 1 419   | Capital-DF  | 0–0    | Brasiliense   | JK Paranoá     | 8 de fevereiro  | 3ª        | [ 9 ]  |
| 5   | 1 316   | Brasília    | 0–2    | Gama          | Mané Garrincha | 26 de fevereiro | 6ª        | [ 10 ] |
| 6   | 1 224   | Gama        | 1–0    | Santa Maria   | Mané Garrincha | 15 de fevereiro | 5ª        | [ 11 ] |
| 7   | 1 153   | Capital-DF  | 3–1    | Brasília      | JK Paranoá     | 5 de março      | 3ª        | [ 12 ] |
| 8   | 1 102   | Paranoá     | 1–1    | Real Brasília | JK Paranoá     | 25 de março     | Semifinal | [ 13 ] |
| 9   | 1 090   | Brasiliense | 1–2    | Gama          | Serejão        | 3 de fevereiro  | 2ª        | [ 14 ] |
| 10  | 994     | Brasiliense | 3–2    | Real Brasília | Serejão        | 8 de abril      | Final     | [ 15 ] |

#### Menores públicos
Estes são os dez menores públicos do campeonato, sem considerar as partidas com portões fechados ou de entrada franca:
| N.º | Público | Mandante      | Placar | Visitante     | Estádio       | Data            | Rodada | Ref.   |
| --- | ------- | ------------- | ------ | ------------- | ------------- | --------------- | ------ | ------ |
| 1   | 0       | Brasília      | 1–0    | Taguatinga    | Serejão       | 11 de março     | 8ª     | [ 16 ] |
| 2   | 37      | Taguatinga    | 1–3    | Real Brasília | Serejão       | 16 de fevereiro | 5ª     | [ 17 ] |
| 3   | 45      | Santa Maria   | 0–0    | Real Brasília | Serra do Lago | 18 de março     | 9ª     | [ 18 ] |
| 4   | 59      | Taguatinga    | 3–1    | Santa Maria   | Serejão       | 4 de março      | 7ª     | [ 19 ] |
| 5   | 60      | Taguatinga    | 5–1    | Samambaia     | Serejão       | 9 de fevereiro  | 3ª     | [ 20 ] |
| 6   | 81      | Santa Maria   | 2–3    | Capital-DF    | Serra do Lago | 25 de fevereiro | 6ª     | [ 21 ] |
| 7   | 84      | Santa Maria   | 0–1    | Ceilândia     | Serra do Lago | 11 de fevereiro | 4ª     | [ 22 ] |
| 8   | 88      | Ceilândia     | 3–1    | Taguatinga    | Abadião       | 18 de março     | 9ª     | [ 23 ] |
| 9   | 89      | Santa Maria   | 1–2    | Paranoá       | Serra do Lago | 28 de janeiro   | 1ª     | [ 24 ] |
| 10  | 100     | Real Brasília | 0–0    | Ceilândia     | Defelê        | 3 de fevereiro  | 2ª     | [ 25 ] |

## Técnicos
| Equipe        | Técnico                  |
| ------------- | ------------------------ |
| Brasília      | Ricardo Antônio (1ª—)    |
| Brasiliense   | Luan Carlos (1ª—)        |
| Capital       | Rogério Mancini (1ª—)    |
| Ceilândia     | Adelson de Almeida (1ª—) |
| Gama          | Vílson Taddei (1ª—)      |
| Paranoá       | Klesio Borges (1ª—)      |
| Real Brasília | Gerson Ramos (1ª—)       |
| Samambaia     | Luís dos Reis (1ª—)      |
| Santa Maria   | Christian Ramos (1ª—)    |
| Taguatinga    | Edmilson Marçal (1ª—)    |